# Cafís

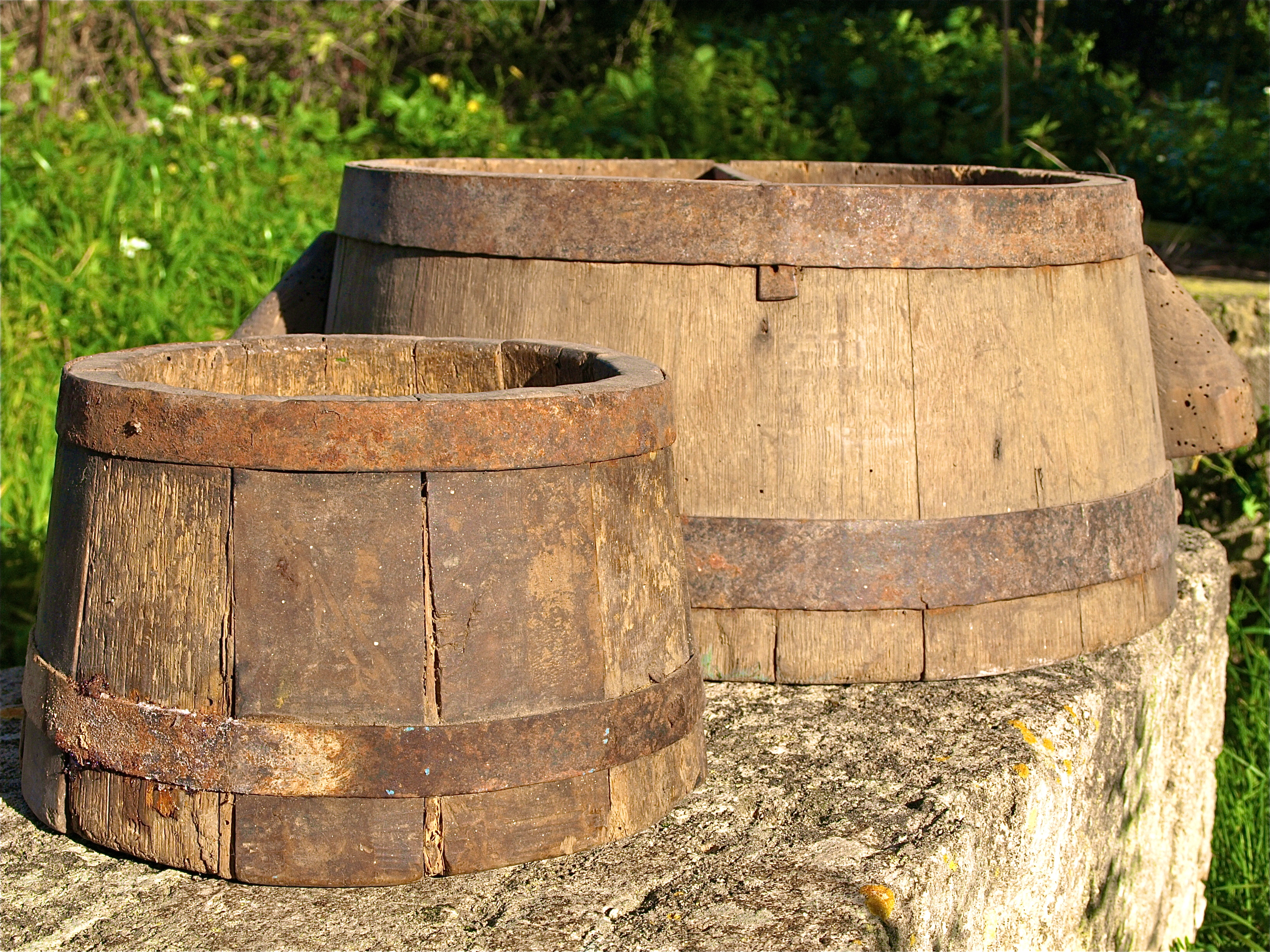
Almud i Barcella de Mallorca.

El cafís és una antiga unitat de mesura de capacitat per a sòlids, cereals principalment, però també emprada en àrids. Era, juntament amb la carga, una de les dues unitats bàsiques dels sistemes tradicionals de mesurar volums de gra i àrids en els Països Catalans. Consistia en la quantitat de producte que cabia en un determinat recipient més o menys estàndard a nivell molt local.
Variable segons les regions, amb equivalències força diferents, era emprada a la península Ibèrica i a altres punts del Mediterrani.
Als Països Catalans (especialment al País Valencià, a la regió de l'Ebre i a la Ribagorça), antigament equivalia a 4 quarteres (24 barcelles, o sigui, 2,01 hl). Modernament, al Maestrat i a l'Horta, equival a dues quarteres (12 barcelles).
Alguns dels sistemes del cafís més usuals, i els seus equivalents en el sistema mètric decimal (SMD) són:
|                                       | Divisor                    | Alacant   | Castelló de la Plana | València |
| ------------------------------------- | -------------------------- | --------- | -------------------- | -------- |
| Cafís                                 | 6 faneques* o 12 Barcelles | 249,30    | 199,20               | 201,00   |
| Faneca*                               | 2 Barcelles*               | -         | -                    | 33,5     |
| Barcella                              | 4 almuds                   | 20,775    | 16,60                | 16,75    |
| Almud                                 | 4 quarterons o quartilles  | 5,19375   | 4,15                 | 4,1875   |
| Quarteró o quartilla                  | -                          | 1,2984375 | 1,0375               | 1,046875 |
| *Només aplicable a Ciutat de València |                            |           |                      |          |

Les divisions del cafís en dotze barcelles, 48 almuds i 192 quarterons és uniforme en tot el País Valencià. Com a excepció, a Ciutat de València, a més, un cafís era igual a 6 faneques (equivalent a 33,5 litres cadascuna). Per tant, una faneca era igual a dos barcelles.
Al Principat, en canvi, els divisors eren lleugerament diferents. Segons el document G-22, es pot deduir el següent:
| Sistema Cafís-Faneca-Almud (amb variacions) i equivalències en litres del SMD |                         |                   |                    |          |                   |         |         |        |        |                   |
|                                                                               | Divisor                 | Lleida i vegueria | Horta de Sant Joan | Balaguer | Miravet i rodalia | Prades  | Priorat | Talarn | Isona  | La Pobla de Segur |
| Cafís                                                                         | 12 faneques, 2 Cargues† | 372,573           | 367,823            | 417,110  | 359,57            | 393,938 | 393,93  | -      | -      | -                 |
| Carga†                                                                        | 6 faneques†             | -                 | -                  | 208,555  | -                 | -       | -       | -      | -      | -                 |
| Faneca                                                                        | 9 almuds                | 31,048            | -                  | -        | -                 | -       | -       | -      | -      | -                 |
| Faneca                                                                        | 8 almuds                | -                 | 30,6519            | 34,7592  | 29,9642           | 32,8282 | 32,8275 | 26,069 | 26,52  | 27,035            |
| Almud                                                                         | 3 terceroles*           | 3,4497            | 3,8315             | 4,3449   | 3,7455            | 4,1035  | 4,1034  | 3,2586 | 3,3150 | 3,3788            |
| Tercerola*                                                                    |                         | 1,15              | -                  | -        | -                 | -       | -       | -      | -      | -                 |
| †Només aplicable a Balaguer *Només aplicable a Ciutat de Lleida               |                         |                   |                    |          |                   |         |         |        |        |                   |

Podem veure que en alguns llocs, concretament el Pallars Jussà, sembla que es prescindí del cafís com unitat superior, i usaren la faneca com a referència, però mantenint la divisió en vuit almuds.

En algunes d'aquestes localitats, els divisors podien variar segons el que s'havia de mesurar i el moment. Així, als Costums de Tortosa s'especifica:
| | Quarteres | Barcelles                | Cutxols | Almuds |
| --- | --------- | ------------------------ | ------- | ------ |
| Mercaderies en general | -         | 25                       | 75      | 150    |
| Blat i ordi | -         | 25 rases                 | 75      | 150    |
| Blat i ordi novell (mes de juny) | -         | 24 curulles              | 72      | 144    |
| Civada | -         | 25 curulles i recalcades | 75      | 150    |
| Cigrons, mill, llegums, calç i guix | 8         | 24 curulles              | 72      | 144    |
| Castanyes, nous, avellanes, i fruits secs | -         | 24 curulles              | 72      | 144    |
| Sal | 11        | 33 curulles              | 99      | 198    |
| Els valors que no estan en cursiva estan recolzats en el text de les Costums de Tortosa. Els que estiguin en cursiva, són deduccions. Les barcelles rases eren les que s'enrasaven abans de mesurar. Les curulles eren les que no s'enrasaven. Les recalcades eren els que es donava un cop amb el recipient sobre una superfície per compactar-les abans de mesurar. |           |                          |         |        |

Mot d'origen àrab,qafiz, quedà en desús com a unitat de mesura definitivament el 1880, amb la llei d'obligatorietat d'ús del Sistema mètric decimal, que oficialitzà les unitats de mesura actuals; obligant-ne l'ús.